# Орехово-Зуевский укрупнённый сельский район
Орехово-Зуевский укрупнённый сельский район — административно-территориальная единица в составе Московской области РСФСР в 1963—1965 гг.
В конце 1962 года в Московской области было реорганизовано административно-территориальное деление. Это было вызвано разделением органов управления страной по производственному принципу — на промышленные и сельские. Орехово-Зуевский укрупнённый сельский район стал одним из 12 укрупнённых сельских районов, образованных в новых границах вместо 34 упразднённых районов Московской области.
Район был образован в соответствии с объединённым решением исполнительных комитетов промышленного и сельского областных Советов от 30 декабря 1962 года и утверждён указом Президиума Верховного совета РСФСР от 1 февраля 1963 года, а его состав и административно-территориальное деление определены объединённым решением промышленного и сельского исполкомов области от 27 апреля 1963 года.
В состав района вошли сельские территории 36 сельских советов двух упразднённых районов — Орехово-Зуевского и Ногинского. Административным центром стал город Орехово-Зуево.
Таким образом, в Орехово-Зуевский укрупнённый сельский район были включены:
- Беззубовский, Белавинский, Горбачихинский, Горский, Губинский, Давыдовский, Демиховский, Дороховский, Дровосецкий, Ильинский, Красновский, Мало-Дубенский, Мальковский, Новинский, Соболевский, Устьяновский, Язвищинский и Яковлевский сельсоветы из Орехово-Зуевского района;
- Аверкиевский, Алексеевский, Аксёно-Бутырский, Балобановский, Боровковский, Буньковский, Вишняковский, Кудиновский, Мамонтовский, Новозагарский, Рахмановский, Степановский, Степуринский, Пашуковский, Теренинский, Улитинский, Черноголовковский (селения Афанасово 3, Беседы, Ботово, Горячевка, Ивановское, Макарово, Старки, Стояново, Черноголовка и Якимово) и Ямкинский сельсоветы из Ногинского района.

В это же время населённые пункты Афанасово, Горбово, Назарово, Прокунино, Степурино, Трубицыно, Филимоново, территории фабрики им. Свердлова и литейно-механического завода ликвидированного Степуринского сельсовета вошли в городскую черту Павловского Посада, а селение Субботино передано в его административное подчинение. Деревня Запонорье и территория Беливского торфопредприятия Новинского сельсовета переданы соответственно Давыдовскому и Дороховскому сельсоветам.
31 августа 1963 г. территории упразднённых Боровковского и Яковлевского сельсоветов переданы Губинскому и Мамонтовскому с/с. Также деревни Гаврилово, Следово и Тимково Мамонтовского сельсовета включены в состав Алексеевского сельсовета, переименованного в Тимковский из-за переноса административного центра в Тимково. Однако 14 января 1964 года были возвращены Мамонтовскому сельсовету, равно как и возвращено прежнее название Алексеевского сельсовета, центром которого вновь стало селение Алексеевское.
В конце 1964 года разделение органов управления по производственному принципу было признано нецелесообразным и указом Президиума Верховного совета РСФСР от 21 ноября и исполняющим его решением Мособлисполкома от 11 января 1965 года все укрупнённые сельские районы Московской области были упразднены и восстановлены обычные районы, в частности в прежних границах Орехово-Зуевский, Павлово-Посадский и Ногинский на территории Орехово-Зуевского укрупнённого сельского района. При этом в Орехово-Зуевский район перешли Беззубовский, Белавинский, Горбачихинский, Горский, Губинский, Давыдовский, Демиховский, Дороховский, Дровосецкий, Ильинский, Красновский, Мало-Дубенский, Мальковский, Новинский, Соболевский, Устьяновский и Язвищинский с/с, в Ногинский — Аксёно-Бутырский, Балобановский, Буньковский, Вишняковский, Кудиновский, Мамонтовский, Степановский, Пашуковский, Черноголовковский (селения Афанасово 3, Беседы, Ботово, Горячевка, Ивановское, Макарово, Старки, Стояново, Черноголовка и Якимово) и Ямкинский с/с, а в Павлово-Посадский — Аверкиевский, Алексеевский, Новозагарский, Рахмановский, Теренинский и Улитинский сельсоветы.